# Davide Mucelli
Davide Mucelli (* 19. November 1986, Livorno, Italien) ist ein ehemaliger italienischer Radrennfahrer.
Für die Saison 2012 erhielt Mucelli einen Vertrag bei dem Professional Continental Team Utensilnord Named und wurde Vierter bei der Coppa Agostoni. Seinen ersten internationalen Sieg bei einem Wettbewerb des internationalen Kalenders erzielte er für das italienische UCI Continental Team Ceramica Flaminia-Fondriest 2013 beim Giro dell’Appennino im Zweiersprint gegen seinen Mitausreißer Luca Mazzanti. Von 2014 bis 2017 fuhr Mucelli für die kroatische Mannschaft Meridiana Kamen Team und wurde unter anderem Neunter der Gesamtwertung der Tour of Qinghai Lake 2017.

## Erfolge
2013
- Giro dell’Appennino